# Nati nel 1512
| Questa pagina contiene informazioni ricavate automaticamente dalle voci biografiche con l'ausilio del template Bio e di un bot. L'aggiornamento è periodico e automatico e ricostruisce completamente la pagina. Se manca una persona in questa lista, sei pregato di non aggiungerla, ma accertati piuttosto che la sua voce biografica contenga il template Bio e che i dati anagrafici siano correttamente compilati. Se il template Bio manca, inseriscilo tu stesso o, in alternativa, metti l'avviso {{tmp\|Bio}} che ne segnala la mancanza. Se i dati riportati sono sbagliati, correggi direttamente la voce biografica; le modifiche saranno visibili in questa lista entro pochi giorni. Per chiarimenti vedi il progetto biografie. La lista contiene solo le 57 persone che sono citate nell'enciclopedia e per le quali è stato implementato correttamente il template Bio. Pagina aggiornata al 10 feb 2025. |

## Gennaio(5)
- 5 gennaio - Robert IV de la Marck, nobile e ufficiale francese († 1556)
- 13 gennaio - Gaspar de Quiroga y Vela, cardinale e arcivescovo cattolico spagnolo († 1594)
- 17 gennaio - Sibilla di Jülich-Kleve-Berg, principessa († 1554)
- 27 gennaio - Egidio Foscarari, teologo e vescovo cattolico italiano († 1564)
- 31 gennaio - Enrico I del Portogallo, cardinale, sovrano e arcivescovo cattolico portoghese († 1580)

## Marzo(1)
- 5 marzo - Gerardo Mercatore, matematico, astronomo e cartografo fiammingo († 1594)

## Aprile(2)
- 10 aprile - Giacomo V di Scozia, re († 1542)
- 23 aprile - Henry FitzAlan, XIX conte di Arundel, nobile inglese († 1580)

## Maggio(1)
- 31 maggio - Agostino Ricchi, commediografo e medico italiano († 1564)

## Giugno(1)
- 12 giugno - Paolo Manuzio, editore, tipografo e umanista italiano († 1574)

## Luglio(3)
- 5 luglio - Cristoforo Madruzzo, cardinale italiano († 1578)
- 9 luglio - Fortunato Martinengo Cesaresco, nobile e letterato italiano († 1552)
- 25 luglio - Diego de Covarrubias y Leiva, giurista, politico e arcivescovo spagnolo († 1577)

## Agosto(2)
- 10 agosto - Enrico-Francesco di Foix-Grailly-Candale, vescovo cattolico francese († 1594)
- 27 agosto - Friedrich Staphylus, teologo tedesco († 1564)

## Novembre(1)
- 11 novembre - Marcin Kromer, storico e vescovo cattolico polacco († 1589)

## Dicembre(2)
- 4 dicembre - Jerónimo Zurita y Castro, storico spagnolo († 1580)
- 21 dicembre - Bonifacio IV del Monferrato, marchese italiano († 1530)

## Senza giorno specificato(39)
- Galeazzo Alessi, architetto italiano († 1572)
- Luigi Anguillara, botanico italiano († 1570)
- Girolamo Borro, teologo italiano († 1592)
- Melchor Bravo de Saravia, generale spagnolo († 1577)
- Nicola Maria Caracciolo, vescovo cattolico italiano († 1567)
- Caterina Parr, sovrana († 1548)
- Gherardo Cibo, botanico italiano († 1600)
- Pedro Cieza de León, storico, esploratore e militare spagnolo († 1554)
- Artus de Cossé-Brissac, militare francese († 1582)
- John Craig, religioso scozzese († 1600)
- Pietro Ferrabosco, architetto italiano († 1599)
- Prospero Fontana, pittore italiano († 1597)
- Devlet I Giray († 1577)
- Itō Yoshisuke, militare giapponese († 1585)
- Kamran Mirza, principe e poeta indiano († 1557)
- Antonio Lafreri, incisore e cartografo francese († 1577)
- Diego Laínez, gesuita spagnolo († 1565)
- Bernardino Lanino, pittore italiano († 1578)
- Íñigo López de Hurtado de Mendoza, nobile, militare e diplomatico spagnolo († 1580)
- Giovanni Francesco Lottini, politico e scrittore italiano († 1572)
- Giulio Cesare Luini, pittore italiano
- Manco II, imperatore inca († 1544)
- Andrea Minucci, arcivescovo cattolico italiano († 1572)
- Leone Orsini, vescovo cattolico e letterato italiano († 1564)
- Willem de Pannemaker, artista fiammingo († 1581)
- Claude Paradin, scrittore e storico francese († 1573)
- Juan Pérez de Moya, matematico e scrittore spagnolo († 1596)
- Mikołaj Radziwiłł, militare polacco († 1584)
- Charles de Sainte-Marthe, poeta, umanista e teologo francese († 1555)
- Domingo de Salazar, vescovo cattolico spagnolo († 1594)
- Satomi Yoshitaka, militare giapponese († 1574)
- Shimazu Sanehisa, militare giapponese († 1553)
- Adrianus Turnebus, umanista, filologo e filosofo francese († 1565)
- Ujiie Naotomo, militare giapponese († 1571)
- Fernando Vázquez de Menchaca, giurista e umanista spagnolo († 1569)
- Christoph Wertwein, vescovo cattolico austriaco († 1553)
- Antonio da Ponte, scultore e carpentiere italiano († 1597)
- Giovanni V di Parthenay, nobile francese († 1566)
- Üveys Pascià, politico ottomano († 1547)